# Gyaritus varius
Gyaritus varius là một loài bọ cánh cứng trong họ Cerambycidae.